# Периферична нервова система
Перифери́чна нерво́ва систе́ма (також периферійна нервова система, ПНС) — частина нервової системи, представлена нервами, що з'єднують центральну нервову систему (ЦНС) із сенсорними органами, рецепторами та афекторами (м'язами та залозами) та об'єднує їх у взаємодії.
Периферична нервова система складається зі всіх інших нервів і нейронів, які не лежать в межах ЦНС. Переважна більшість нервів (які фактично є аксонами нейронів) належить ПНС.
Периферична нервова система у людини включає у себе 31 пару спинно-мозкових нервів і 12 пар черепних нервів, що прямують від спинного та головного мозку до периферії.
Периферична нервова система поділяється на соматичну нервову систему і вегетативну нервову систему.
В свою чергу автономна НС поділяється на симпатичну і парасимпатичну НС. Симпатична НС і парасимпатична НС взаємопов'язані між собою і є «антагоністами» за механізмом впливу: перша стимулює роботу органів — інша гальмує.